# Trilogie Imaginationland
 (mai 2023).
Si vous disposez d'ouvrages ou d'articles de référence ou si vous connaissez des sites web de qualité traitant du thème abordé ici, merci de compléter l'article en donnant les références utiles à sa vérifiabilité et en les liant à la section « Notes et références ».
 (mai 2023).
La Trilogie Imaginationland est constituée de trois épisodes de la saison 11 de South Park.
Elle est la première trilogie de la série South Park. Elle relate une aventure complète, contrairement à la Saga de la pluie de météores qui se déroule en une nuit répétée trois fois.

## Résumé
L’intrigue commence lorsque Cartman fait un pari avec Kyle. Cartman avait raison, et Kyle se trouve pris à son propre piège. Plus tard, les enfants sont introduits à Imaginationland, monde où toutes les créatures imaginaires sont réunies.
Imaginationland est attaqué par des terroristes, et Butters s'y retrouve prisonnier. Les héros se retrouvent impliqués dans une histoire complexe lorsque le Pentagone décide de réagir à l'attaque. Une guerre totale commence pour sauver notre imagination des griffes du mal.
Les épisodes ont été diffusés les 17, 24 et 31 octobre 2007 sur Comedy Central et les 12, 13 et 14 janvier 2008 sur Game One en France. Chaque épisode était interdit aux moins de douze ans, mesure qui n’avait jamais été appliquée pour aucun autre épisode de South Park.
Le 11 mars 2008, le DVD réunissant les trois épisodes et des scènes inédites sort.

## Histoire
Les garçons semblent faire des recherches en forêt. Cartman assure avoir vu un Leprechaun. Kyle pense que Cartman ment. Il semble qu'un pari antérieur au début de l'épisode indique que si Kyle perd, il aura un gage. Et si Kyle a raison, Cartman lui devra 10 dollars...
Finalement, Butters voit quelque chose. Un petit Leprechaun apparaît ! Cartman et les autres enfants le poursuivent, on s'aperçoit alors que Cartman voulait un Leprechaun juste pour l'or qu'ils cachent. Le Leprechaun, avant de s'évader avec de la magie, informe les enfants d'une attaque terroriste, que son retard va l'empêcher de prévenir qui de droit, et que la fin est proche...
L'épisode arrive alors à un point important : Kyle doit faire le gage de Cartman. Chez lui, Kyle semble désarçonné quand Cartman vient lui demander, devant ses parents, de régler leur petite affaire ! Kyle prétend qu'ils ne sont que pure invention, surtout du fait que le dit Leprechaun les a prévenus d'une attaque terroriste...
Kyle croise Jimmy, Butters, Stan et Kenny en train de jouer dans la neige quand un homme pour le moins étrange apparaît (inspiré, semble-t-il, de Dreamfinder). Cet individu souhaite en savoir plus sur les Leprechaun. Il explique que ces créatures sont bien sûr imaginaires, mais que cela ne signifie pas qu’elles ne sont pas réelles. Il vante les mérites de l'imagination, et invite les garçons à monter dans la Machine volante imaginaire, ce qu'ils font.
Après la chanson de l'imagination (qui consiste en une suite de "Imagination" dits sur différents tons), les enfants découvrent Imaginationland, un monde merveilleux peuplé de créatures imaginaires de tous genres. Les garçons font connaissance des créatures imaginaires, quand un terroriste surgit et crie avant de se faire exploser, tuant des centaines de créatures imaginaires, créant une série d'explosions.
Les enfants s'échappent de la cité en pleine destruction sur le dos d'un magnifique dragon. Butters est laissé derrière, violemment attaqué par les terroristes.
Le lendemain, Kyle se réveille tranquillement chez lui. Pour lui, c'était juste un rêve. Il appelle Stan, ils s'aperçoivent qu'ils ont fait le même rêve et que Butters a réellement disparu ! Entre-temps, le Pentagone découvre que les terroristes se sont attaqués à l'imagination américaine (une attaque imaginaire avec des dégâts inimaginables...).
Dans une vidéo terroriste, les terroristes tirent sur un Bisounours en pleine tête, et montrent Butters lisant une lettre destinée aux américains. Butters fait appel à Stan et Kyle pour qu'ils viennent le sauver. Cartman assigne Kyle au tribunal, parce qu'il n'a toujours pas rempli sa part du contrat. Il y a un contrat écrit avec le consentement des deux parties. Au terme de l'audience, Kyle a 24 heures pour sucer les testicules de Cartman sous peine d'y être forcé...
Le Pentagone fait appel à des créateurs de films qui auront peut-être assez de créativité pour les aider, notamment M. Night Shyamalan et Michael Bay. Leurs idées sont considérées comme stupides : le premier est obnubilé par les twist finaux, le second par les effets spéciaux.
Un homme semble avoir une idée : Mel Gibson, en chair, en slip, et en photo. Il leur suggère de vérifier les vidéos, pour voir si tous les personnages sont bien imaginaires. Ils découvrent que Butters n'est pas une créature imaginaire. Comme celui-ci a fait appel à "Stan et Kyle", le Pentagone se lance à leur recherche.
À Imaginationland, les terroristes modifient Rockety Rocket pour en faire un super explosif. Ils veulent faire exploser "La Barrière" qui sépare le bon côté de l'imagination du mauvais côté ! 
Butters est sommé de faire quelque chose pour empêcher ça. Cartman organise une fête pour que Kyle lui suce les testicules, ce à quoi Kyle se résigne. Au moment où tout va se faire selon le plan de Cartman, des hélicos arrivent : la Défense américaine a besoin de Stan et Kyle, elle les emmène, laissant un Cartman furieux.
Butters tente de convaincre les terroristes de ne pas faire sauter le mur entre bonne et mauvaise imagination. Les terroristes ne l'écoutent pas et balancent Rockety Rocket sur le mur. Il commence à se fissurer, puis craque. Pendant ce temps, Cartman fait du stop pour se rendre à Washington D.C, afin que Kyle remplisse ses obligations.
Butters se réveille chez lui ! Tout ça n'était qu'un rêve !
Jusqu'à ce qu'il se réveille à Imaginationland, s'étant évanoui et ayant mouillé ses sous-vêtements. Les pires créatures d'Imaginationland émergent. Le Maire est grièvement blessé par Alien. Butters est au cœur du chaos créé par l'arrivée de toutes ces horreurs dans le monde de l'imagination ! Kyle et Stan expliquent ce qui leur est arrivé pour qu'ils débarquent à Imaginationland. L'un des interrogateurs parle d'un portail construit durant la guerre froide qui n'a jamais marché. Cartman fait un doux rêve montrant qu'il n'a rien perdu de sa verve contre Kyle.
Kyle et Stan sont mis en présence de la porte, ils évoquent "The Imagination Song", se mettent à chanter, mais ne s'en souviennent pas très bien... À Imaginationland, le maire, sur le point de mourir, ordonne à Butters, au roi Sucette et à Snarf (Thundercats) de se rendre au Château Ensoleillé. Là-bas, des gens pourront leur venir en aide. Les maléfiques débattent de ce qu'ils vont faire, les créatures du mal ont toutes une ambition très forte, ils commencent à se disputer la place de "Plus méchant personnage imaginaire". Ce n'est pas gagné, car sont réunis ici Freddy Kruger, un Orc, l'homme sans tête, Dracula... Alors, se présentent les plus méchantes, dérangeantes et ignobles créatures jamais inventées par un être humain : les Petits animaux de la Forêt, créés par Cartman lui-même. Ils semblent rallier les monstres à leur cause...
Cartman en apprend plus sur le projet Porte de l'imagination. Kyle et Stan ouvrent  ladite porte après de nombreux efforts pour bien chanter la chanson. Butters et ses compagnons assistent impuissants aux crimes des méchantes créatures imaginaires, surtout les petits animaux de la forêt.
Le Pentagone s'apprête à envoyer des hommes à Imaginationland dont Kurt Russell... Cartman fait irruption sur les lieux et fait valoir son contrat. Une confrontation dantesque a lieu entre Kyle et Cartman. Le Pentagone fait entrer l'armée à Imaginationland en la seule présence de Stan, et Kurt Russell est accosté par des "Petits animaux qui parlent". Tout le monde respire, le monde imaginaire ne semble pas hostile. Lorsqu'il fait remarquer que ce sont des animaux de Noël, Stan réalise le danger et préviens les soldats. Trop tard, ils subissent un viol collectif. Kyle et Cartman discutent toujours à bâtons rompus lorsque l'alerte rouge retentit.
Butters est toujours sur le chemin du Château Ensoleillé. Ils y arrivent enfin, et il semble que Butters, qui a rencontré le Leprechaun, soit une pièce importante du Puzzle. Entretemps, l'Homoursporc franchit la porte d'Imaginationland vers le monde des humains et cause un carnage. Kyle est pris par la bête, sous les yeux effrayés de Stan qui est emporté par la porte. Homoursporc retourne dans son monde, mais il tue Kyle dans le processus. Butters, lui, est emmené auprès du Conseil des Neuf, composé d'Aslan, de Popeye, Jésus, Zeus, Morphéus, Glinda la bonne fée, Wonder Woman, Luke Skywalker et Gandalf le gris, bref, de hautes instances imaginaires. Butters est introduit devant ces neuf "grands".
Dans le monde réel, Kyle est mort, impossible à réanimer, au grand désespoir de Cartman. Il tente de le réanimer avec un vigoureux massage cardiaque... Et Kyle ressuscite à la surprise générale. Le Conseil des Neuf désigne Butters comme leur Héros élu. Son destin semble être de sauver le monde imaginaire. Le Pentagone décide de réagir à l'attaque d'Homoursporc, et du monde imaginaire en général, avec une ogive nucléaire. Près du lit de Kyle, Cartman attend son réveil, contrat à la main, pressé de faire remplir la part du contrat pour laquelle il patiente depuis tant de temps.
Butters doit faire usage de son imagination pour aider l'armée du bien à vaincre celle du mal. Le bien s'arme. Butters est le seul être réel d'Imaginationland. C'est un Créateur.
Dans le monde réel, Al Gore démontre l'existence d'Homoursporc. Kyle est à même d'entendre Stan dans sa tête (sûrement une séquelle du fait que Kyle a été électrocuté par Homoursporc). Cartman arrive et semble plus déterminé que jamais à régler le pari. Butters doit rappeler le père Noël à la vie mais il ne pense qu'à son père et à la punition qui l'attend... Le conseil des neuf sommes Butters d'invoquer le père Noël. Al Gore, avec ses bêtises, répand la nouvelle de l'attaque terroriste à Imaginationland. Le Pentagone est sommé de s'expliquer. Stan se trouve en fait sur le chemin vers le Château Ensoleillé. Il aperçoit la guerre entre méchants et gentils. Les deux factions chargent, celle du bien est menée par Jésus. Butters contrôle difficilement ses incroyables pouvoirs.
Le département de la Défense des États-Unis annonce qu'Imaginationland doit être détruite, car il n'est pas réel. La Cour suprême renverse sa décision dans l'affaire "Cartman contre Broflovski". Stan continue à communiquer avec Kyle. Ce dernier tente d'aller le sauver. Bien que le pari soit annulé, Cartman veut que Kyle lui suce les couilles. Au pays imaginaire, la guerre continue, en défaveur des gentils. Butters ramène enfin le père Noël qui tue le minotaure d'un bon coup de hache. Kyle tente d'aller au Pentagone, mais il doit patienter avec les hippies qui manifestent et Al Gore qui comme d'habitude n'en fait qu'à sa tête. À Imaginationland, Butters lutte contre des bactéries causant des caries avec du dentifrice détartrant : il commence à comprendre et à mesurer l'efficacité de son pouvoir. Stan et Butters sont enfin réunis. Ce dernier apprend à Stan qu'il est l'élu, la clé, et Stan leur apprend en retour qu'Imaginationland va être anéanti par un missile nucléaire. Cartman retourne dans la fameuse salle de la porte ou s'engage un débat sur ce qui est imaginaire ou pas (Dieu, le Paradis, l'Enfer) et donc sur le bien-fondé de l'attaque. Cartman fait valoir l'existence des Leprechaun. Kyle est toujours en contact avec Imaginationland. Il parle avec Stan, Jesus, Luke Skywalker, Superman... qui successivement l'encouragent à faire quelque chose.
La guerre continue, avec un Butters au paroxysme de ses pouvoirs qui est au milieu du champ de bataille à distribuer des armes et des dons, volant dans une boule de lumière. Kyle arrive dans la salle de la porte "A la Cartman". Kyle fait un magnifique discours sur l'imagination, invoquant la force de leurs enseignements, changeant les vies et la face du monde, ces choses sont dès lors plus réelles qu'aucun d'entre nous. Imaginationland n'est plus menacée grâce à cette intervention et le pari de Cartman est sauvé. Pour autant, Kyle ne sucera jamais les couilles de Cartman. Al Gore arrive et active l'aspiration des bureaux du Pentagone par la porte... La guerre de l'imagination est gagnée grâce aux efforts de Butters, mais la porte projette tout le monde sur Imaginationland, et le missile nucléaire détruit Imaginationland.
Puis c'est le néant. Butters en sort vivant, probablement rendu invulnérable par ses pouvoirs.
Il réussit grâce à ses pouvoirs à recréer Imaginationland tel quel avant l'arrivée des terroristes, avec le Maire et tous ses amis et les gens du Pentagone et les méchants cantonnés derrière leur porte. Cartman tire enfin un enseignement de toute cette histoire, il imagine un autre Cartman, puis un autre Kyle lui suçant les boules non sans enthousiasme ! Devant tout le monde en plus... Le père Noël indique que Kyle a assez sucé et qu'il est temps de rentrer.
Butters se réveille enfin chez lui. Sa victoire est racontée dans le journal mais ses parents le grondent. Il tente de s'échapper avec l'imagination... Mais impossible, il est donc puni pour avoir échappé à sa corvée. Butters parachève le tout sur un "Haaaan... Merde !" non censuré.

## Différences entre les épisodes originaux et le film

### Partie 1
- L'introduction commence de la ville pour arriver dans la forêt.
- Quand Butters annonce qu'il a vu le Leprechaun, Kyle répond avec pesanteur « Nan, ya pas de Leprechaun ! »
- La poursuite du Leprechaun se fait sur une musique traditionnelle irlandaise.
- La bande son de l'écran titre est différente, mais le mot « Trilogy » n'a pas été remplacé par « movie »
- Quand Kyle et Cartman se disputent chez les Broflovski, la scène s'achève cette fois par Ike qui répète "Yeah, Kyle suck mah balls !"
- Jimmy a une réplique en descendant du ballon « C'est complètement chié et c'est incroyable en même temps ! »
- L'attaque des terroristes est plus longue, avec un meurtre plus explicite et une deuxième explosion kamikaze.
- Au Pentagone : "Qu'est-ce que les terroristes veulent de notre imagination ?" "Nous ne pouvons pas l'imaginer !"
- Michael Bay a des papiers devant lui qu'il manipule autour de lui quand il fait son délire d'explosions.
- Lors de son explication de ce qu'est la barrière, le Maire est visible en plan italien et le passage de la caméra s'approchant de la porte a été supprimé.
- Dialogue ajouté pendant la fête de Cartman le sultan : Jimmy : "Cartman je suis sceptique quant à ton obsession de sucer les couilles de Kyle... Ça fait un peu... tarlouze !" Cartman : "Tarlouze ? Tu crois que je veux sucer les couilles de Kyle pour le plaisir physique ? Non, c'est pour son humiliation ! Kyle a perdu le pari, il a eu tort, alors il va faire comme avec le roi et embrasser ma bague. Sauf que la bague, c'est mes couilles !"
- Les terroristes ne lâchent pas la fusée, mais font une attaque kamikaze.
- Le plan final sur la photo de Kyle est plus long.

### Partie 2
- Les parties sont séparées (elles servent au chapitrage du DVD). La partie 2 s'intitule « The Drying of the balls ». Le plan dans la chambre de Butters est amené par un plan-séquence qui part des montagnes jusqu'à la chambre, parodiant « Le Seigneur des Anneaux » avec le titre. Notez le Callback avec la conversation de Cartman et Jimmy à la fête : « The ring is my balls ».
- Mickey Mouse est la première victime des méchants personnages.
- Le Maire est un peu plus expressif quand Alien l'attrape (il était complètement figé dans l'épisode). Alien le tue de manière beaucoup plus violente avec sa « deuxième bouche ».
- Quand l'assistant du chef du Pentagone fait sa première bourde, un gros plan est fait sur Stan qui répond : « Votre quoi ? »
- La scène où Jason enlève l'œil de Charlotte aux fraises est entièrement montrée. Ensuite, elle ordonne : « Plus de torture ! Tuez-moi !! Tuez-moi putain ! »
- Les militaires répondent à leur chef « Yes Sir » ! quand il leur parle.
- Le premier plan du Château Grand Soleil est plus représentatif de ce qu'il en sera montré par la suite.
- L'entrée de l'Homoursporc est plus théâtrale.
- Kyle reprend sa couleur originelle quand Cartman dit qu'il reprend des couleurs.
- Réplique de Cartman après la réanimation de Kyle : « Il va bien ! Il peut toujours sucer mes couilles ! ».
- Les Stormtroopers apparaissent comme des personnages maléfiques, mais on en voit un gentil quand Stan, Kyle, Jimmy & Butters arrivent à Imaginationland au début de la partie 1.

### Partie 3
- Introduite à la Star Wars avec le titre « Kyle sucks Cartman's Balls ».

- La scène du résumé d'Aslaan a été remplacée au début par une scène avec Aslaan à l'intérieur du château où ce dernier explique ce qui va se passer pour rendre la scène plus crédible. Butters est cette fois informé de son rôle dans le château-même et non plus sur le pont.
- Un plan présente les méchants. Un étrange monstre œil tentaculaire apparaît dans la scène de guerre.
- Le père Noël ne tue plus le minotaure, mais le Capitaine Crochet.
- Nombre de plans ont changé. À un moment, derrière Aslaan, on peut voir un dragon blanc avec une mitraillette.
- Une fée Clochette apparaît pour se faire empaler par une flèche dans le plan du château qui suit la conversation entre Kyle et Superman.
- Popeye est déshabillé quand les animaux le violent.
- Après le speech de Kyle, quelqu'un informe le chef du Pentagone que Kyle a raison, et que l'imagination revient à la normale, en référence aux actes de Butters. Le chef demande que soit faite une « Annonce imaginaire ».
- Luke Skywalker intervient dans la scène finale.
- La scène finale entre Cartman est Kyle est un peu plus longue.
- Tout le monde chante la « Ballade de l'Imagination » après cette scène.
- Le journal du père de Butters est montré en gros plan, et il est daté à la date exacte de première diffusion de la 3e partie, le mercredi 31 octobre 2007.

## Réception
Les trois épisodes ont été applaudis par la critique et ont fait respectivement 3,4 millions, 3,6 millions et 3,9 millions de téléspectateurs. C'est une des meilleures audiences de l'année pour Comedy Central.
Les épisodes cumulent 9,5/10 de moyenne sur le site TV.com. La trilogie a également reçu un Emmy Award en 2008.

## Guest Stars
- Michael Bay
- Mel Gibson
- M. Night Shyamalan
- Kurt Russell
- Al Gore

### Série
- Les noms de codes des garçons au début de la partie 1 :
  - Cartman : Dragonwind (Dragon d'or)
  - Clyde : Hawkeyes (Œil de lynx)
  - Token : Blackie
  - Butters : Faggot (Tarlouze)
- C'est la 5e fois que Butters disparaît après L'Épisode de Butters, Casa Bonita, Marjorine et L'Enfer sur Terre 2006.
- Depuis Y'en a dans le ventilo, on sait que seuls les homosexuels ont le droit de dire "fiotte" (Fag, Faggot). Ce qui laisse sous-entendre que Cartman et Butters sont homosexuels. Dans la partie 3, Butters dit « merde » sans être censuré, ce qui est aussi une exception de cet épisode et du Petit Tourette.
- L'épisode I est évalué "TV MA L". L'épisode II et III comporte le Rating "TV MA LV", public mature, langage et violence. En France, la trilogie est interdite aux moins de 12 ans.
- Apparition remarquée de l'Homoursporc dans les épisodes II et un caméo dans l'épisode III. Contrairement à ce qu'on pourrait penser, il n'est jamais réellement apparu dans la série. Bien qu'il y ait un épisode à son nom et qu'on sache ce que c'est, Homoursporc fait ici sa première apparition dans South Park. L'apparition d'Homoursporc, qui dans la série est le fruit de l'imagination d'Al Gore, est probablement une pique supplémentaire à la suite de son Prix Nobel de la paix récemment obtenu.
- La Reine Tarentule (Les cathos, c'est chaud) est aussi visible au début de l'épisode II.
- Les petits animaux sataniques apparaissent également. Le Serial Killer Jason Voorhees dira qu'il ne « voudrait pas rencontrer celui qui les a engendrés » (Cartman).
- Jésus fait également une réapparition (sa deuxième dans la saison). Concernant son manque de réaction en voyant Butters, il est admis au vu des 163 épisodes précédents que Butters et Jésus ne se sont jamais rencontrés face à face et qu'il est donc normal qu'ils ne soient pas familiers l'un de l'autre, contrairement à Stan ou Kyle par exemple. Son apparition à Imaginationland est une sorte de Self Insert ; la série insère elle-même la caricature de Jésus dans South Park comme un personnage imaginé par Trey et Matt.
- C'est la deuxième fois que Cartman sauve la vie de Kyle après Danger Snobfog. Kyle a frôlé la mort à trois autres reprises (Les Super Meilleurs Potes, CartmanLand et Tampons en cheveux de Cherokee), mais c'est Stan qui l'avait sauvé.
- Le gag de Butters rêvant qu'il est revenu chez lui et qui se réveille à Imaginationland a déjà été utilisé dans Combustion spontanée, quand Cartman, attaché sur une croix, rêve que Chef est venu le sauver avant de se réveiller sur cette même croix.
- Second épisode où aucun événement (réel) n'a lieu à South Park (Le premier étant Cartoon Wars II).
- Lorsque Kyle est déclaré mort, Cartman crie avec une voix plus proche de celle de Trey Parker. Cela a été arrangé dans les diffusions ultérieures.
- On remarquera que Cartman est déguisé en Sultan (Épisode I), puis en Roi (Épisode II), puis en Pape (Épisode III), comme pour marquer un pas dans sa détermination et son envie de régler le pari.
- La bataille rappelle, dans son déroulement et la manière dont elle est dirigée, celle qui se déroule à la fin de Potes pour la vie, sauf que celle-ci est bien visible.